# Brixia formosana
Brixia formosana är en insektsart som beskrevs av Matsumura 1914. Brixia formosana ingår i släktet Brixia och familjen kilstritar. Inga underarter finns listade i Catalogue of Life.